# Prepisani
Prepisani so slovenska spletna nadaljevanka Jonasa Žnidaršiča, ki se dogaja spomladi 2010 v Ljubljani, Mariboru in Kočevskem Rogu.
Nadaljevanka je nastala v produkciji Vest, d. o. o. ter v režiji Klemna Dvornika in je bila prvič prikazana na spletnem portalu SiOL IO septembra 2010. Prva sezona ima 30 nadaljevanj dolžine 5 do 8 minut.

## Produkcija

### Začetki
Avtor scenarija Jonas Žnidaršič zatrjuje, da prve ideje za nadaljevanko segajo v leto 2000, ko naj bi med nočnimi pokeraškimi seansami razlagal osnovne zaplete kolegom za kartaško mizo. Prve javne beležke o nastajanju projekta pa segajo v začetek leta 2009, ko je scenarist na YouTube objavil prvih nekaj idej in načrtov v zvezi z nadaljevanko.

### Premiera
Nadaljevanka se je prvič zavrtela pred občinstvom 10. septembra 2010 na Prešernovem trgu v Ljubljani, kjer so si gledalci lahko ogledali prve tri epizode nove nadaljevanke. Premiero si je ogledalo kakih 300 gledalcev, prisotni pa so bili tudi ustvarjalci.
Na spletu si je bilo novo nadaljevanje mogoče ogledati vsak ponedeljek, sredo in petek. Zaradi pogodbe s SiOL so bile posamezne epizode objavljene na uradni strani nadaljevanke z enotedenskim zamikom, prav tako tudi epizode uradnega podcasta.

## Zasedba in liki
- Jure Godler - Rene Arko, inšpektor
- Sebastian Cavazza - Sebastjan Zidar, dobitnik prve slovenski Nobelove nagrade
- Jonas Žnidaršič - Brat Janez, agent RKC
- Katarina Čas - Barbra Zidar, trofejna žena
- Nina Rakovec - Angelina Fekali, hčerka albanskega poglavarja
- Marko Derganc - Forenzik Kvaternik
- Jože Robežnik - Pero Paparazzo, spletni reporter
- Ludvig Bagari - politik
- Aljoša Ternovšek - Idriz Fekali, vojak JLA
- Andrej Nahtigal - General Blagojević
- Dušan Jovanović - Ciril Arko, najmlajši in najvplivnejši general v zgodovini Jugoslavije
- Matjaž Tribušon - Župnik in filozof
- Lado Bizovičar - Mirko, partizan
- Marko Mandič - protestnik

## Seznam epizod
1. Straža
2. Kapital
3. Smrt generala
4. Janezov evangelij
5. Izpoved genija
6. Zapuščina
7. Zadavljena ljubezen
8. Odpoklicani stražar
9. Razočarana gospodinja
10. Prešernova šifra
11. Bleščeče čisto
12. Naloga vseh nalog
13. V Črno luknjo
14. Bitka brez ranjencev
15. Made in America
16. Divja zver
17. Podgane
18. Stezosledec
19. Črepinje sreče
20. Zaboj vseh zabojev
21. Digitalna revolucija
22. Wikipedija poje
23. Spartacus09
24. Vpad v Udbo
25. Mati
26. On Ivan
27. Obračun pri PK koralu
28. Postojna
29. Ljubezen vseh ljubezni
30. Lucija na nebu z diamanti